# Irwin Allen
Irwin Allen (Nueva York, 12 de junio de 1916-Santa Mónica, 2 de noviembre de 1991) fue un notable productor de cine del género catastrófico y de ciencia ficción para la televisión. Fue conocido con el apodo del Maestro del Desastre, por su labor en importantes filmes del género de cine de catástrofes. Produjo y dirigió las escenas de acción en El coloso en llamas/Infierno en la torre, y también produjo La aventura del Poseidón. También es recordado por ser un notable creador de un gran número de famosas series de culto de la televisión clásica, que enriquecieron el género de ciencia ficción, todas con gran teleaudiencia.[cita requerida]
Murió de un infarto de miocardio. Sus restos se encuentran en el Cementerio Mount Sinai Memorial Park de Los Ángeles, California.[cita requerida]
Sus créditos cinematográficos incluyen la película en 3-D Dangerous Mission (1954), The Animal World (1956), el panorama crítico de la historia de The Story of Mankind (1957), The Big Circus (1959), The Lost World (1960), Voyage to the Bottom of the Sea (1961), que más tarde se convirtió en la base de su serie de televisión del mismo nombre, y  Five Weeks in a Balloon (1962).[cita requerida]
En la década de 1970, volvió a las pantallas de cine; su nombre es el más asociado a la moda del cine de catástrofes de esos años. 
La película City Beneath the Sea (1971) pretendía ser el piloto de una nueva serie de televisión, utilizando muchos de los puntales de viaje de la ciencia ficción por cuya inclusión en este género Allen se hizo famoso.[cita requerida]
Allen produjo la exitosa La aventura del Poseidón (1972) e Infierno en la torre (1974), que también codirigió. Produjo varias películas de desastres para la televisión: Flood! (1976), Fire! (1977), Hanging by a Thread  (1978) y The Night the Bridge Fell Down and Cave In! (1979). Para su presentación en salas, produjo y dirigió The Swarm (1978), Beyond the Poseidon Adventure (1979) y produjo When Time Ran Out (1980).[cita requerida]
En la década de los sesenta, fue responsable de series de culto de televisión del género ciencia ficción, como:
- Viaje al fondo del mar (1964-1968)
- Perdidos en el espacio (1965-1968)
- El túnel del tiempo (1966-1967)
- Tierra de gigantes (1967-1970)
- The Swiss Family Robinson (1975-1976)
- Code Red (1981-1982)

A finales de 1970 y mediados de 1980, regresó esporádicamente a la televisión, con la miniserie The Return of Captain Nemo/The Amazing Captain Nemo (1978) y su versión de Alice in Wonderland (1985). Pensaba hacer un estelar musical de Pinocho, pero problemas de salud llevaron a su jubilación anticipada en 1986.[cita requerida]

## Premios y distinciones
Premios Óscar
| Año  | Categoría      | Película            | Resultado |
| ---- | -------------- | ------------------- | --------- |
| 1975 | Mejor película | El coloso en llamas | Nominado  |